# Grivillers
Grivillers est une commune française située dans le département de la Somme en région Hauts-de-France.

## Géographie

### Localisation
Grivillers est un village picard situé au sein de la région naturelle du Santerre et du pays de l'Amiénois.
À vol d'oiseau, la localité est située à 7 km au sud-ouest de Roye, 10 km à l'est de Montdidier, 28 km au nord-ouest de Compiègne, 39 km au sud-est d'Amiens et à 47 km au sud-ouest de Saint-Quentin.
Le territoire de la commune est limitrophe de ceux de six communes.
Les communes limitrophes sont  Armancourt, Bus-la-Mésière, Dancourt-Popincourt, Fescamps, Laboissière-en-Santerre et Marquivillers.

### Géologie et relief
Le territoire du village est très majoritairement constitué d'une plaine, excepté un petit vallon du côté d'Armancourt.
Le point culminant, à 101 mètres, se trouve sur la route de Montdidier, au sud-ouest.

### Hydrographie
La commune est située dans le bassin Artois-Picardie. Elle n'est drainée par aucun cours d'eau.

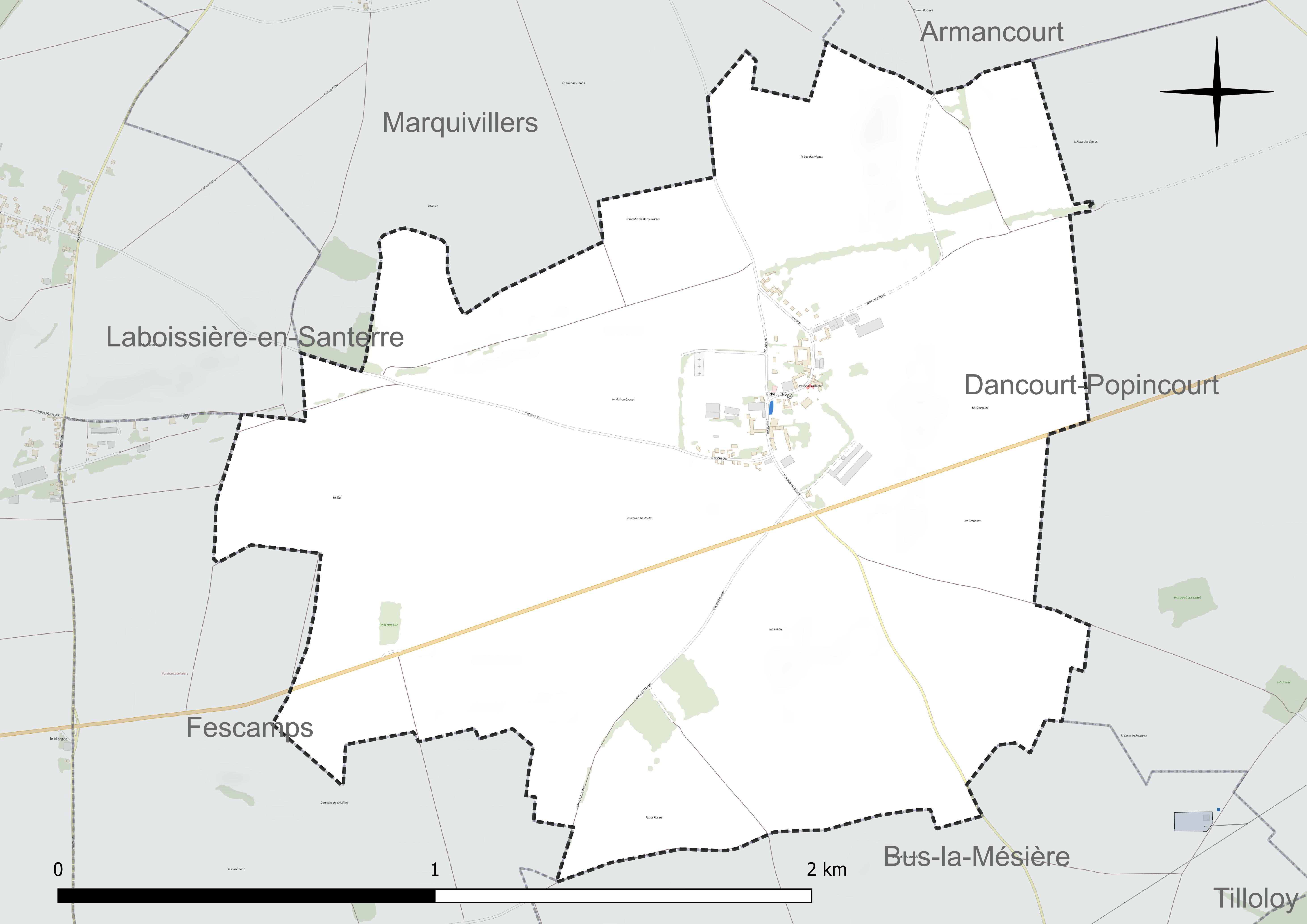
Réseau hydrographique de Grivillers.

### Climat
Pour des articles plus généraux, voir Climat des Hauts-de-France et Climat de la Somme.
En 2010, le climat de la commune est de type climat océanique dégradé des plaines du Centre et du Nord, selon une étude du CNRS s'appuyant sur une série de données couvrant la période 1971-2000. En 2020, Météo-France publie une typologie des climats de la France métropolitaine dans laquelle la commune est exposée à un climat océanique et est dans la région climatique Nord-est du bassin Parisien, caractérisée par un ensoleillement médiocre, une pluviométrie moyenne régulièrement répartie au cours de l'année et un hiver froid (3 °C).
Pour la période 1971-2000, la température annuelle moyenne est de 10,3 °C, avec une amplitude thermique annuelle de 14,4 °C. Le cumul annuel moyen de précipitations est de 711 mm, avec 11 jours de précipitations en janvier et 8,5 jours en juillet. Pour la période 1991-2020, la température moyenne annuelle observée sur la station météorologique la plus proche, située sur la commune de Rouvroy-en-Santerre à 12 km à vol d'oiseau, est de 10,8 °C et le cumul annuel moyen de précipitations est de 635,8 mm,. Pour l'avenir, les paramètres climatiques de la commune estimés pour 2050 selon différents scénarios d'émission de gaz à effet de serre sont consultables sur un site dédié publié par Météo-France en novembre 2022.

## Urbanisme

### Typologie
Au 1er janvier 2024, Grivillers est catégorisée commune rurale à habitat dispersé, selon la nouvelle grille communale de densité à sept niveaux définie par l'Insee en 2022.
Elle est située hors unité urbaine. Par ailleurs la commune fait partie de l'aire d'attraction de Montdidier, dont elle est une commune de la couronne,. Cette aire, qui regroupe 23 communes, est catégorisée dans les aires de moins de 50 000 habitants,.

### Occupation des sols
L'occupation des sols de la commune, telle qu'elle ressort de la base de données européenne d'occupation biophysique des sols Corine Land Cover (CLC), est marquée par l'importance des territoires agricoles (100 % en 2018), une proportion identique à celle de 1990 (100 %). La répartition détaillée en 2018 est la suivante : 
terres arables (100 %). L'évolution de l'occupation des sols de la commune et de ses infrastructures peut être observée sur les différentes représentations cartographiques du territoire : la carte de Cassini (XVIIIe siècle), la carte d'état-major (1820-1866) et les cartes ou photos aériennes de l'IGN pour la période actuelle (1950 à aujourd'hui).

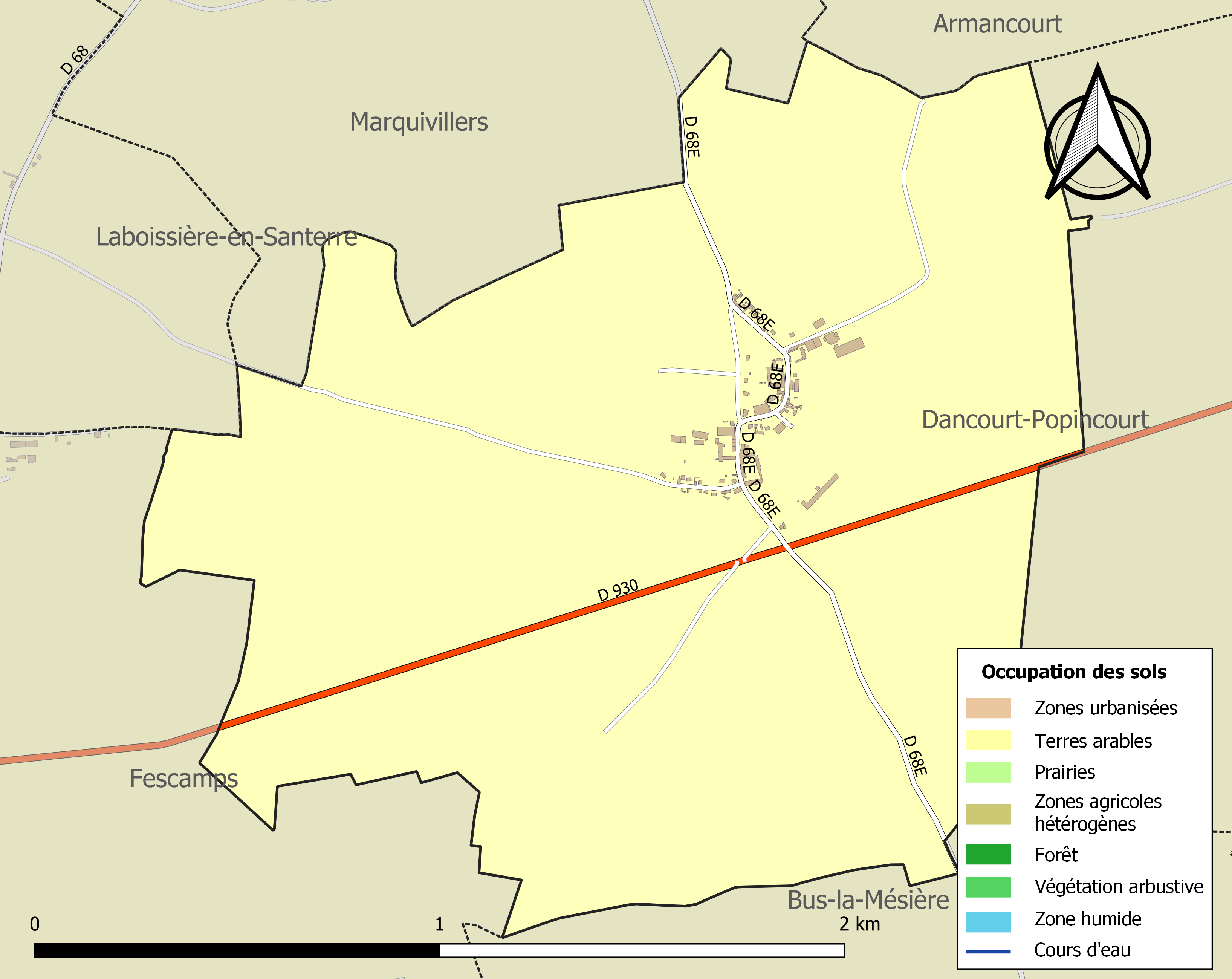
Carte des infrastructures et de l'occupation des sols de la commune en 2018 (CLC).

## Toponymie
Le nom de Grivelez est relevé dès 1150. Puis Grisvillers apparaît en 1220. En 1301, ce sera Gruivillers, Griviller et Grivilliez.

## Histoire
Des traces de constructions romaines ont été découvertes dans le village.
Le fief Romanet aurait été possédé par Jean Racine. En 1899, en face de l'école, une porte cochère ancienne sous forme de cintre antique en situe le lieu.
En 1750, le village avait déjà son école.
Le village disposait autrefois de moulins à vent situés à l'écart du village. Ils sont déjà démolis à la fin du XIXe siècle.
A la fin de l'épopée napoléonienne, les Cosaques sont passés par Grivillers en 1815, de même que les Prussiens en 1871.
En 1899, la classe unique de l'école scolarise 17 élèves.
La ligne de Saint-Just-en-Chaussée à Douai, initialement concédée à la compagnie des chemins de fer de Picardie et des Flandres, puis à la compagnie des chemins de fer du Nord et ensuite à la SNCF, avait une halte à Grivillers mise en service en 1873. Le service voyageur cesse en 1970.
Première Guerre mondiale

## Politique et administration
| Période                                  | Période                      | Identité      | Étiquette | Qualité                                             |
| ---------------------------------------- | ---------------------------- | ------------- | --------- | --------------------------------------------------- |
| Les données manquantes sont à compléter. |                              |               |           |                                                     |
| mars 2001                                | 2014                         | Rémy Tassart  |           | Agriculteur retraité                                |
| 2014                                     | En cours (au 5 juillet 2020) | Pierre Gousen |           | Agriculteur retraité Réélu pour le mandat 2020-2026 |

## Démographie
L'évolution du nombre d'habitants est connue à travers les recensements de la population effectués dans la commune depuis 1793. Pour les communes de moins de 10 000 habitants, une enquête de recensement portant sur toute la population est réalisée tous les cinq ans, les populations de référence des années intermédiaires étant quant à elles estimées par interpolation ou extrapolation. Pour la commune, le premier recensement exhaustif entrant dans le cadre du nouveau dispositif a été réalisé en 2007.

En 2022, la commune comptait 91 habitants, en évolution de +9,64 % par rapport à 2016 (Somme : −1,26 %, France hors Mayotte : +2,11 %).
| 1793 | 1800 | 1806 | 1821 | 1831 | 1836 | 1841 | 1846 | 1851 |
| ---- | ---- | ---- | ---- | ---- | ---- | ---- | ---- | ---- |
| 132  | 135  | 148  | 119  | 106  | 114  | 126  | 138  | 142  |

| 1856 | 1861 | 1866 | 1872 | 1876 | 1881 | 1886 | 1891 | 1896 |
| ---- | ---- | ---- | ---- | ---- | ---- | ---- | ---- | ---- |
| 129  | 127  | 117  | 143  | 125  | 124  | 118  | 130  | 129  |

| 1901 | 1906 | 1911 | 1921 | 1926 | 1931 | 1936 | 1946 | 1954 |
| ---- | ---- | ---- | ---- | ---- | ---- | ---- | ---- | ---- |
| 134  | 138  | 127  | 110  | 97   | 83   | 118  | 112  | 108  |

| 1962 | 1968 | 1975 | 1982 | 1990 | 1999 | 2006 | 2007 | 2012 |
| ---- | ---- | ---- | ---- | ---- | ---- | ---- | ---- | ---- |
| 88   | 69   | 59   | 52   | 62   | 61   | 59   | 59   | 73   |

| 2017 | 2022 | - | - | - | - | - | - | - |
| ---- | ---- | - | - | - | - | - | - | - |
| 86   | 91   | - | - | - | - | - | - | - |

## Culture locale et patrimoine

### Lieux et monuments
- Église de l'Assomption.

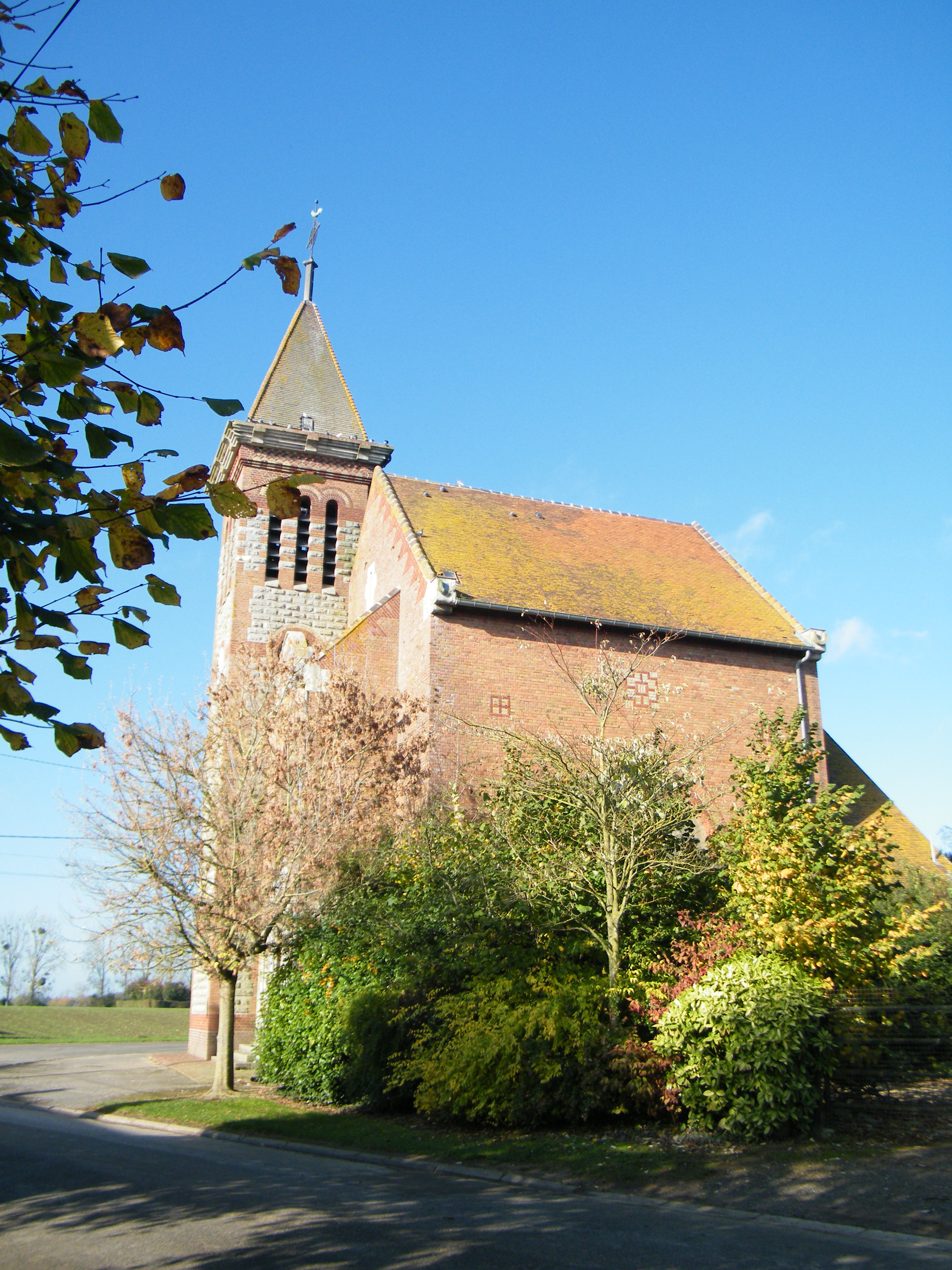
L'église
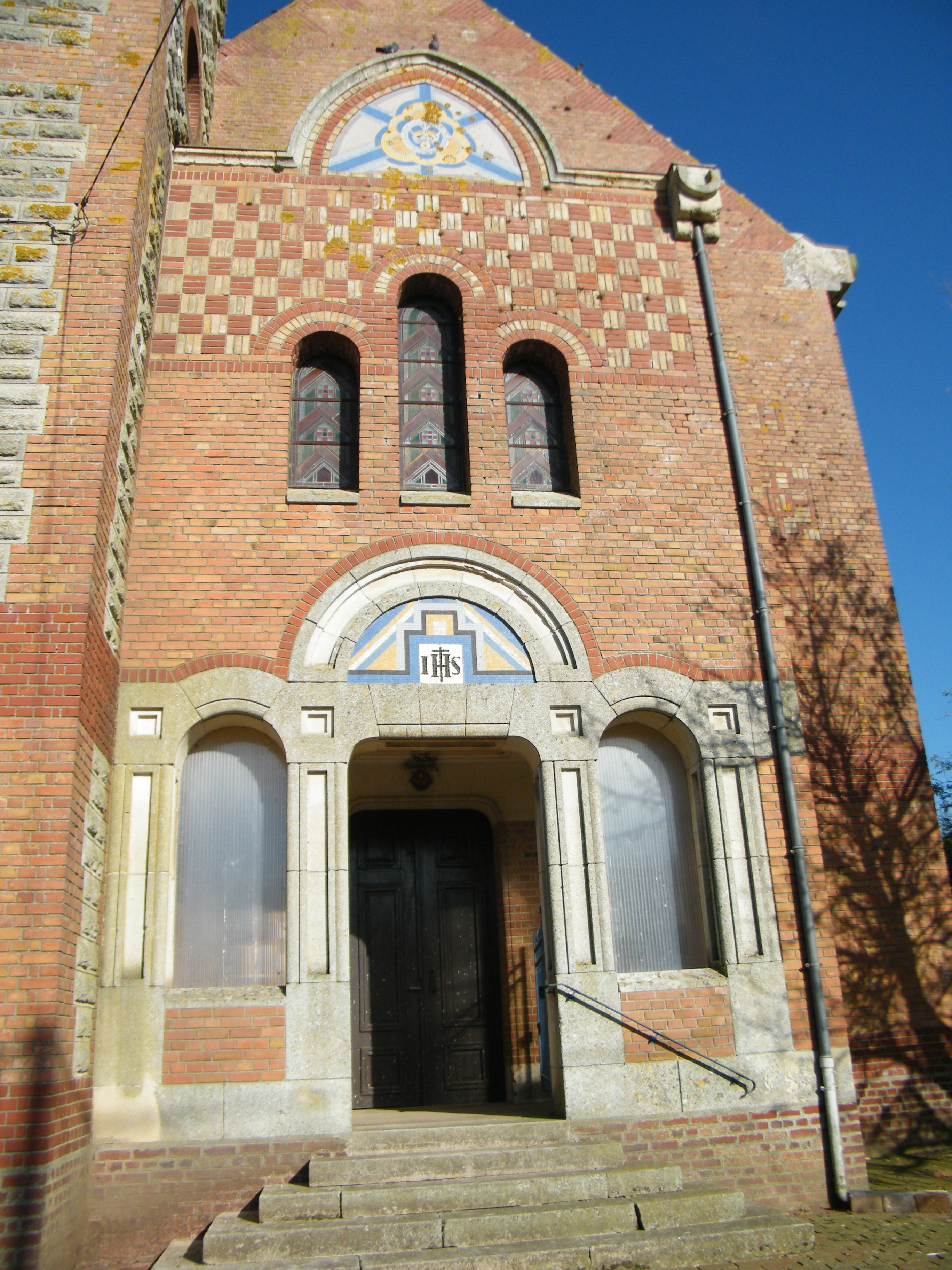
Autre vue de l'église.
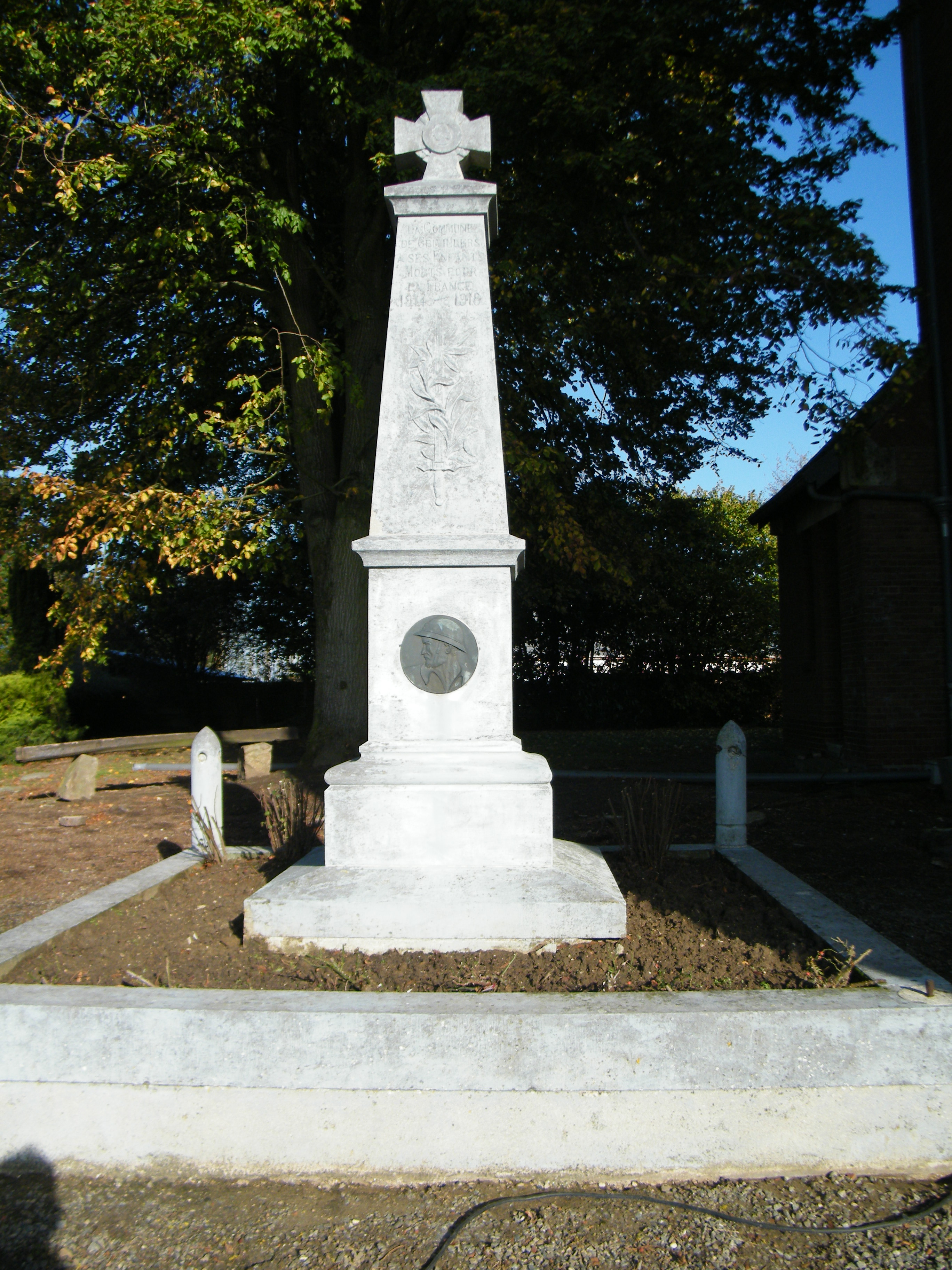
Monument aux morts.
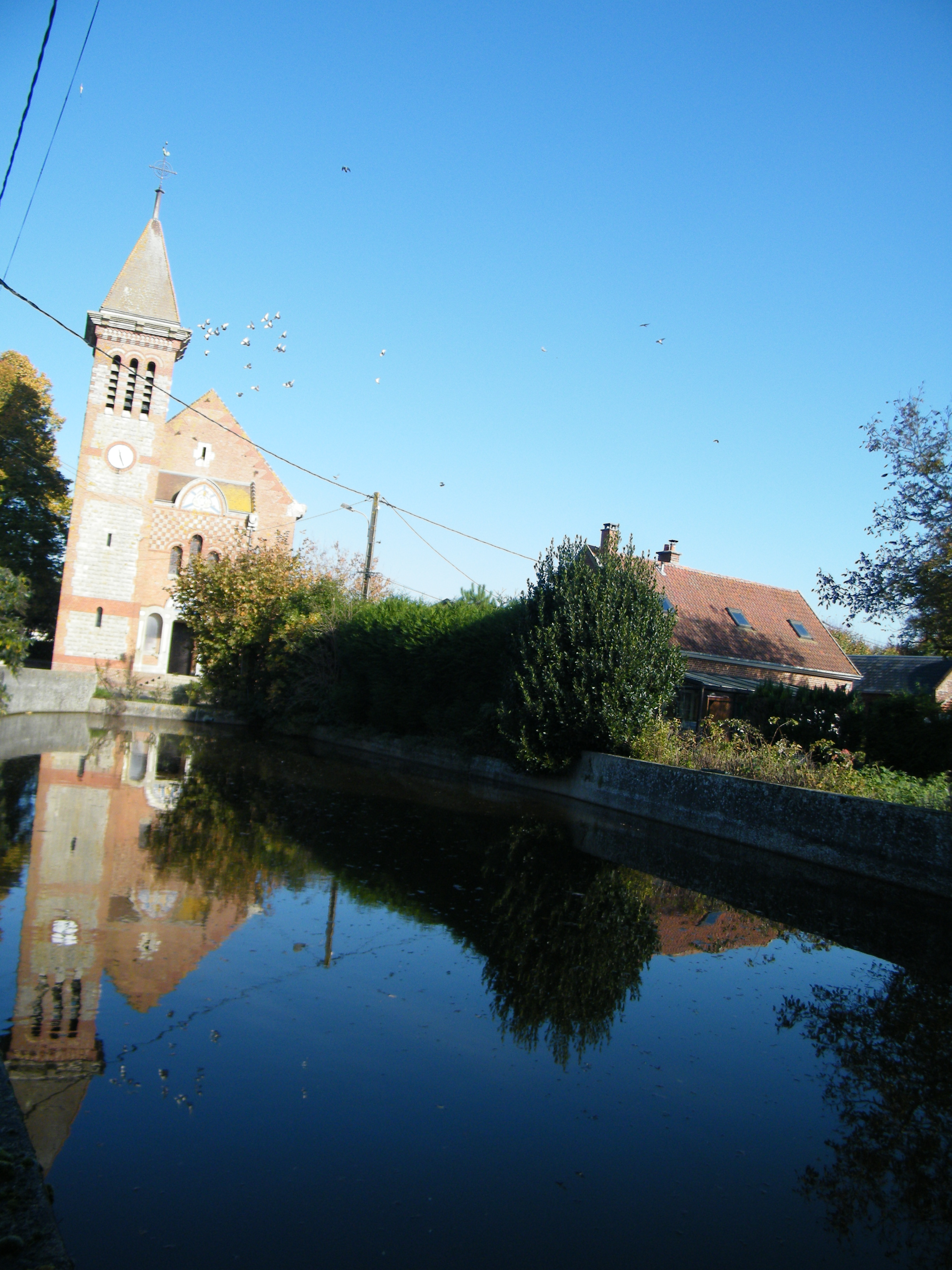
Mare communale.